# Ondrej Sekora
Ondrej Sekora (25. septembra 1899. Kralovo Pole – 4. jula 1967. Prag) bio je istaknuti češki pisac, novinar, crtač, grafičar, ilustrator, karikaturista i entomolog, a od 1964. godine imao je i titulu zaslužni umetnik. Radio je na radiju, televiziji, filmu i u pozorištu. Pisao je i ilustrovao knjige za decu. Zaslužan je za rođenje autobiografskog crtanog junaka Mrava Ferde (Ferda Mravenec se po prvi put pojavio u časopisu „Pestrý týden“ 1927. (Šarena nedelja) kao lik u stripovima za odrasle čitaoce), kao i za junaka pod nazivom „Brouk Pytlík“ (Buba Hvališa (1939)). Sekorine priče spajaju zabavu s poukom. Njegove ilustracije bile su vrlo bliske stilu animiranog filma.
Sekora je bio osnivač prvih čeških ragbi klubova, sportski trener, sudija, popularizator sporta i prirode.

## Biografija
Rođen je u mestu Kralovo Pole, blizu Brna (danas je to deo Brna). Njegov otac Ondrej Sekora, učitelj po zanimanju, umro je kada je budućem piscu bilo sedam godina. Ondrej je bio treće dete od šestoro braće i sestara. Išao je u osnovnu školu u mestu rođenja, dok je gimnaziju prvo upisao u Brnu, a nakon preseljenja 1913. godine s školovanjem je nastavio u Viškovu. Skupljao je leptire i bube, bavio se sportom, puno čitao i voleo da crta. Na kraju Prvog svetskog rata odveden je na godinu dana kao dobrovoljac u vojsku u Beč, te je zbog toga diplomirao tek nakon rata (1919). Studirao je pravo u Brnu, a studije je napustio nakon što nije položio državni ispit.
Godine 1923. oženio se Margaretom Kalabusovom, ali nakon samo godinu dana brak se završio razvodom. Po drugi put oženio se Ludmilom Roubičkovom s kojom je imao sina Ondreja (1931-2004). Studirao je novinarstvo, postao novinar, prevodilac i dugogodišnji urednik časopisa „Umění a řemesla“.
Tokom gimnazijskih godina, umetnički ga je vodio Vladimir Šindler. U periodu od 1929. do 1931. završio je u Višoj školi za crtanje i slikanje kod profesora Arnošta Hofbauera. Hofbauer mu je bio uzor za karikaturu. Umetnički uzori bili su mu Mikolaš Aleš, Vilhelm Buš, Piter Brojgel i Anri Ruso.
Od 1921. godine je radio kao sportski reporter i crtač u Brnu u novinama „Lidovy noviny“. Godine 1927. (ili 1928) preselio se sa redakcijom u Prag, od 1927. do 1941. godine osnovao je Dečje igralište. Pošto mu je žena bila Jevrejka, morao je da napusti posao.
Osnovao je i uređivao Sport magazin. Kao erudita, deo svog entuzijazma posvetio je muzici. Smatra se za osnivača čehoslovačkog i češkog ragbija, s kojim se upoznao tokom boravka u Parizu. Objavio je i ilustrovao pravila ovog sporta u časopisu Sport. Bio je trener u ragbi timovima kao Moravska Slavija i AFK Žižka Brno, koji su igrali na prvoj ragbi utakmici u Čehoslovačkoj 1926. godini, stvorio je češku ragbi terminologiju. Do 1944. godine bio je i aktivan sudija (vodio je prvu utakmicu RC Sparta Prag i RC Slavia Prag).
Prvi lik knjige u nastavcima bio je pas Vorišek (Mešanac) (1926), za kojeg je tekstove napisao Edvard Valenta. Ostali likovi bili su lovac i putnik Animuk, sportisti Hej i Rup, dobri vojnik Vendelin ili glupo pile Napipi. Ferda Mravenec se prvi put pojavio na stranici „Pestry tyden“ u 1927. godine kao lik u crtanom filmu za odrasle, a 1935. godine pridružio se i Buba Hvališa. Godine 1936. objavio je knjigu za decu, чеш. „Ferda Mravenec“, pa чеш. „Ferda v cizích službách“ i „Ferda v mraveništi“, 1939. godine objavio je „Ferduv slabikář“, a nakon rata, „Ferda cvičí mraveniště“ i „Kousky mladence Ferdy Mravence“.
Tokom okupacije od 1944. do 1945. godine bio je u radnim logorima u Klajnštajnu (današnjoj Poljskoj) i Osterodeu u Nemačkoj. U autentičnom dnevniku s gorkim humorom opisao je svu bedu života u logoru. U njemu crta i piše, s prijateljem Oldrihom Novim igra lutkarsku predstavu.
Nakon rata, postao je urednik dnevnika „Práce“ i urednik časopisa „Dikobraz“ (1945-1947, za prvih 15 brojeva bio je glavni urednik) i urednik u izdavačke kuće Josefa Hokra (1945-1949), koja je ranije objavila njegove knjige. Godine 1949. je učestvovao u osnivanju „Státní nakladatelství dětské knihy“(danas Albatros), od 1949. do 1952. radio je kao glavni urednik. Bio je uključen u prvi pokušaj televizijskog prenosa za decu, neslužbeno je igrao lutkarskom pozorištu. Pisao je i slikovnice „Pohádka o stromech a větru“, „Štědrý večer“ i „O traktoru, který se splašil“. Od 1952. godine imao je slobodnu profesiju, pisao je i crtao je za novine i časopise „Host do domu“, „Lidove noviny“, „Mateřídouška“, „Ohníček“, „Pionýr“.
Predratne godine posvetio je političkim karikaturama, u posleratnim godinama se pridružio komunističkoj partiji, aktivno je učestvovao u propagandi komunističkog režima i u stranci je ostao do kraja svog života. Zbog popularnosti knjiga retko je kritikovan. Godine 1964. dobio je zvanje umetnika izuzetnih zasluga, a 1966. i nagradu Marije Majerove za književnost.
Umro je u Pragu 1967. godine od posledica moždanog udara. Sahranjen je u Smihovu na groblju „Na Malvazinkach“. Njegov sin Ondrej popularizovao je očev rad kroz film snimljen u Nemačkoj.

## Članstvo u organizacijama
Bio je član sledećih organizacija:
- Komunistička partija Čehoslovačke
- Savez čehoslovačkih pisaca
- Savez čehoslovačkih likovnih umjetnika

## Knjige (izbor)
- чеш.  (1926)
- чеш.  (1936)
- чеш.  (1937)
- чеш.  (1938)
- чеш.  (1939)
- чеш.  (1939)
- чеш.  (1940)
- чеш.  (1941)
- чеш.  (1943)
- чеш.  (1947)
- чеш.  (1947)
- чеш.  (1949)
- чеш.  (1949)
- чеш.  (1950),
- чеш.  (1951),
- чеш.  (1951)
- чеш.  (1951)
- чеш.  (1954)
- чеш.  (1955)
- чеш.  (1959)
- чеш.  (1960)
- чеш.  (1961)
- чеш.  (1963)
- чеш.  (1964)

## Crtani filmovi (stripovi)
- чеш.  (1926)
- чеш.  (1928)
- чеш.  (1932)
- чеш.  (1933)
- чеш.  (1934)
- чеш.  (1935)
- чеш.  (1938)
- чеш.  (1950)
- чеш.  (1961)
- чеш.  (1972)

## Literatura
- чеш.   80-7185-247-3. стр. 101.
- чеш. .  80-7252-085-7.
- чеш. .  978-80-259-0546-3.
- чеш. .  978-80-7028-528-2.
- Menclová, Věra; Vaněk, Václav, ур. (2005). Slovník českých spisovatelů (Dictionary of Czech Writers) (на језику: чешки). Prague: Libri. стр. 588—589. ISBN 80-7277-179-5.

## Spoljašnje veze
- Lambiek.net
- Comic Strip Conventions in the Work of Ondrej Sekora – Abstract in the magazine Art
- Slovník české literatury (Dictionary of the Czech Literature)
- Czech biography – Spisovatele.cz
- Rozhlas.cz
- Obrys – Kmen. Týdeník pro literaturu a kulturu